# بالیک (بلغارستان)
بالیک (به بلغاری: Balik) یک منطقهٔ مسکونی در بلغارستان است که در شهرستان ترول واقع شده‌است.